# Exochus mitratus
Exochus mitratus là một loài tò vò trong họ Ichneumonidae.